# Adina Cristescu
Adina Cristescu (n. 17 august 1967, București, România – d. 25 septembrie 2023) a fost o actriță de film, teatru și voce, profesoară, regizoare de teatru și scenaristă de film  română.

## Filmografie
- Cenușa păsării din vis (1989) - Valeria
- Prea târziu (1996)
- 4 luni, 3 săptămâni și 2 zile (2007) - Mireasa
- Trenul foamei (2010)
- Aurora (2010) - vânzătoare la magazinul de arme
- Toată lumea din familia noastră (2012) - chimista
- The pill of happiness / Pastila fericirii (2012)
- Diaz - Don't Clean Up This Blood (2012) - polițistă 1
- O umbră de nor (2013)
- Quod erat demonstrandum (2014) - diriginta David
- Aferim! (2015) - Zambila
- Inimi cicatrizate (2016)[4]

## Teatru
- Apolodor, pinguinul călător, Teatrul Național Radiofonic
- Momo sau Strania poveste a hoților de timp și a copilului ce le-a arătat oamenilor timpul furat, Teatrul Excelsior - Casiopeea
- Pălăria, Teatrul de Comedie - ruda
- Tragedia regelui Otakar și a prințului Dalibor și fluturele, Teatrul Național Radiofonic - Ludmila
- Țara lui Abuliu, Teatrul de Comedie - Julieta